# Gynoeryx
Gynoeryx este un gen de molii din familia Sphingidae. 

## Specii
- Gynoeryx bilineatus - (Griveaud 1959)
- Gynoeryx brevis - (Oberthur 1909)
- Gynoeryx integer - (Viette 1956)
- Gynoeryx meander - (Boisduval 1875)
- Gynoeryx paulianii - (Viette 1956)
- Gynoeryx teteforti - (Griveaud 1964)